# Karlheinz Weimar

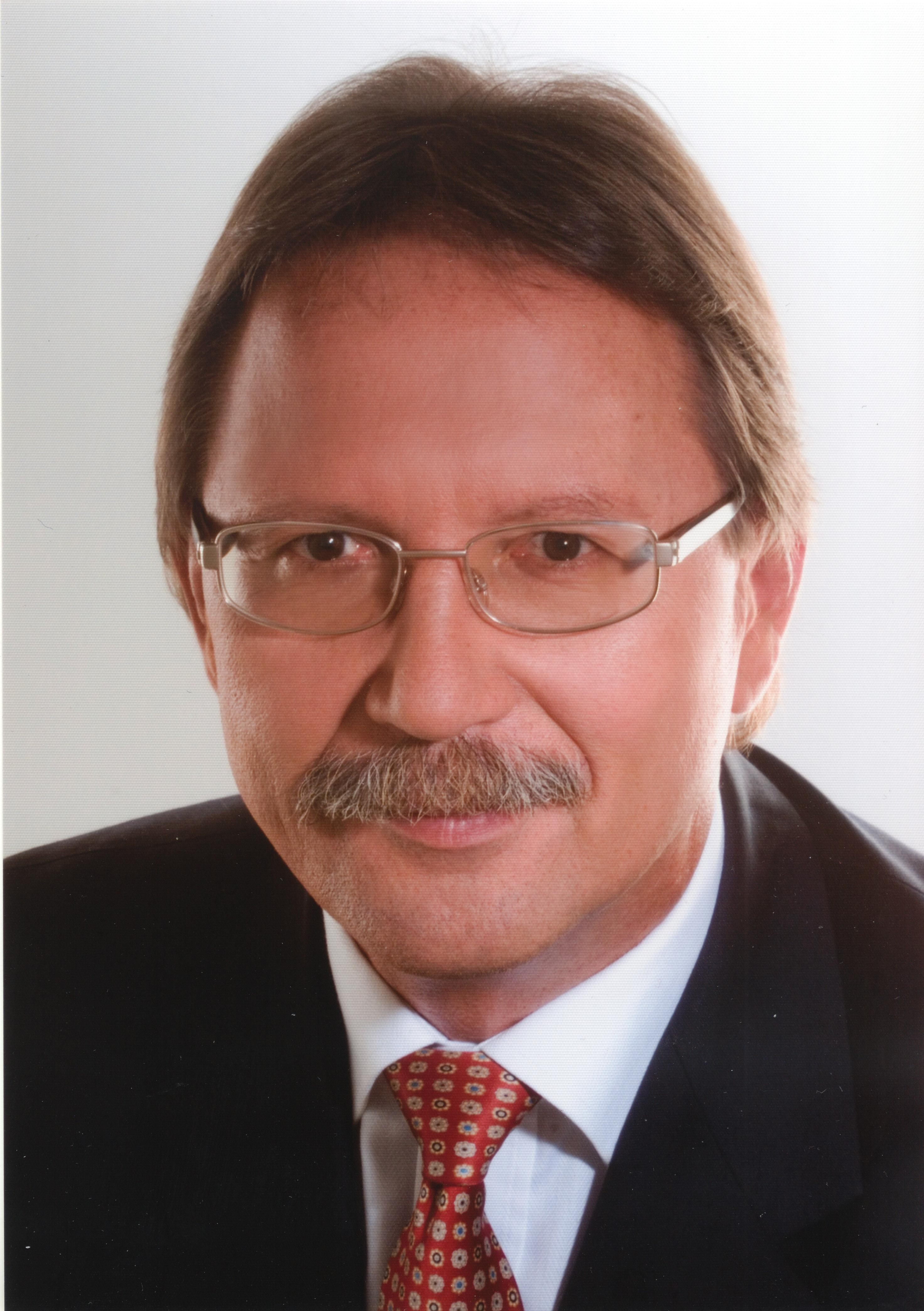
Karlheinz Weimar (2008)

Karlheinz Weimar (* 30. Januar 1950 in Hünfelden-Kirberg) ist ein hessischer Politiker (CDU). Von 1987 bis 1991 sowie von 1999 bis 2010 war er als Umwelt- bzw. Finanzminister Mitglied der Hessischen Landesregierung.

## Berufliche Laufbahn
Karlheinz Weimar absolvierte sein Abitur an der Tilemannschule in Limburg an der Lahn im Jahr 1968. Von 1968 bis 1975 studierte er Rechtswissenschaften an der Justus-Liebig-Universität Gießen und absolvierte von 1975 bis 1977 das Rechtsreferendariat beim Landgericht Limburg. Von 1978 bis 1987 praktizierte er als Rechtsanwalt in einer Limburger Anwaltskanzlei. In den Jahren 1991 bis 1999 war er als Notar tätig.

## Politische Laufbahn
Im Jahr 1972 trat Weimar in die Christlich Demokratische Union und in die Junge Union (JU) ein. Der JU gehörte er bis 1985 an, ihr Kreisvorsitzender war er in den Jahren 1972 bis 1975. Zwischen 1972 und 1974 war er Mitglied des Ortsbeirates im Limburger Stadtteil Staffel. 1974 wurde er anschließend Kreisvorstandsmitglied der CDU Limburg-Weilburg und Kreistagsabgeordneter. 1973 bis 1981 saß er im Landesvorstand der Jungen Union Hessen. Zwischen 1988 und 2000 war er CDU-Kreisvorsitzender und zwischen 1991 und 1999 stellvertretender Vorsitzender der CDU-Landtagsfraktion und deren finanzpolitischer Sprecher.
Von 1978 bis 2014 war Weimar Mitglied des Hessischen Landtags für den Wahlkreis 22 (Limburg-Weilburg II).
Bevor er im Jahr 1999 in das Kabinett von Roland Koch eintrat, war er von 1987 bis 1991 unter Ministerpräsident Walter Wallmann (CDU) hessischer Minister für Umwelt und Reaktorsicherheit. Von April 1999 bis August 2010 war er hessischer Finanzminister. Am 16. Juli 2010 kündigte er an, einem Kabinett des voraussichtlich neuen Ministerpräsidenten Volker Bouffier (CDU), nicht mehr angehören zu wollen. Am 31. August 2010 wurde sein Nachfolger Thomas Schäfer als neuer hessischer Finanzminister vereidigt.

### Kabinette
Weimar war Mitglied folgender Kabinette
- Kabinett Wallmann (1987–1991)
- Kabinett Koch I (1999–2003)
- Kabinett Koch II (2003–2009)
- Kabinett Koch III (2009–2010)

### Weitere Ämter
Weimar ist oder war als Eigentümervertreter des Landes Hessen Mitglied in folgenden Gremien:
- Stellvertretender Vorsitzender des Verwaltungsrats der Landesbank Hessen-Thüringen Girozentrale, Frankfurt am Main/Erfurt (aktuell)
- Vorsitzender des Aufsichtsrats der Fraport AG, Frankfurt am Main
- Mitglied des Aufsichtsrats Messe Frankfurt GmbH, Frankfurt am Main
- Vorsitzender des Aufsichtsrats der Flughafen GmbH Kassel des Flughafens Kassel-Calden

## Sportliche Laufbahn
Karlheinz Weimar war ein erfolgreicher Leichtathlet, insbesondere als Zehnkämpfer. Im Zehnkampf war er von 1972 bis 2014 Inhaber des Kreisrekordes mit 6777 Punkten.

## Steuerfahnderaffäre
Weimar geriet im Jahr 2005 im Rahmen der Steuerfahnder-Affäre in die Kritik. Hierbei war vier Steuerfahndern einer Spezialgruppe der Frankfurter Steuerfahndung auf der Grundlage von fehlerhaften psychiatrischen Gutachten Paranoia diagnostiziert worden. Anschließend wurden sie zwangspensioniert. Sie hatten gegen Besitzer verdeckter Auslandskonten ermittelt und mehrere tausend Verfahren eingeleitet, die z. T. kurz vor der Verjährung standen. Sie wurden (nach vorangegangener mehrmonatiger Krankmeldung) wegen angeblicher Dienstunfähigkeit in den vorzeitigen Ruhestand versetzt. Die ehemaligen Steuerfahnder Rudolf Schmenger und Frank Wehrheim stellten daraufhin im August 2009 Strafantrag gegen Weimar. Der Vizepräsident des saarländischen Finanzgerichts, Peter Bilsdorfer, erstattete Strafanzeige wegen Veruntreuung von Steuergeldern gegen Verantwortliche der Finanzbehörden und Minister Weimar. Die Vorsteher der fünf Finanzämter und Karlheinz Weimar wiesen die Vorwürfe von Mobbing, Gängelung und Einflussnahme zurück.
Laut Dokumenten wurden über den Steuerfahnder Schmenger von den Vorgesetzten geheime Nebenakten mit Diffamierungen geführt und die Steuerfahnder von dem Psychiater Thomas Holzmann, der im Auftrag des Landes handelte, als „paranoid querulatorisch“ und „anpassungsgestört“ beurteilt. Nach Ansicht der Landesärztekammer handelte es sich bei den Expertisen um „Gefälligkeitsgutachten“.
Nachdem die Gutachten vor Gericht keinen Bestand hatten, bot Weimar Anfang Dezember 2009 den vier Steuerbeamten die Rückkehr in den Staatsdienst an. Dieter Deiseroth, Richter des Bundesverwaltungsgerichtes, bezeichnete die Zwangspensionierungen als „grob rechtswidrig“. Weimar könne Verantwortung nicht auf untergeordnete Behörden abwälzen, sondern sein Ministerium sowie die hessische Oberfinanzdirektion wären nach geltender Rechtslage verpflichtet gewesen, die Gründe für die Ruhestandsversetzung „eigenständig“ zu überprüfen. Das Land Hessen müsse daher mit Schadensersatzansprüchen rechnen.

## Ehrungen
1991 erhielt Karlheinz Weimar das Bundesverdienstkreuz am Bande.
2014 wurde Weimar mit dem Ehrenkreuz des Nassauischen Feuerwehrverbandes am Bande in Silber ausgezeichnet.